# Dorota Staszewska

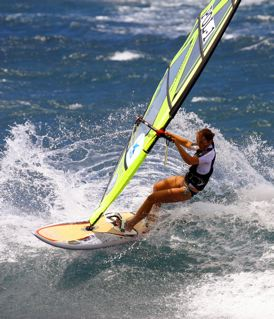
Dorota Staszewska na wodach Maui

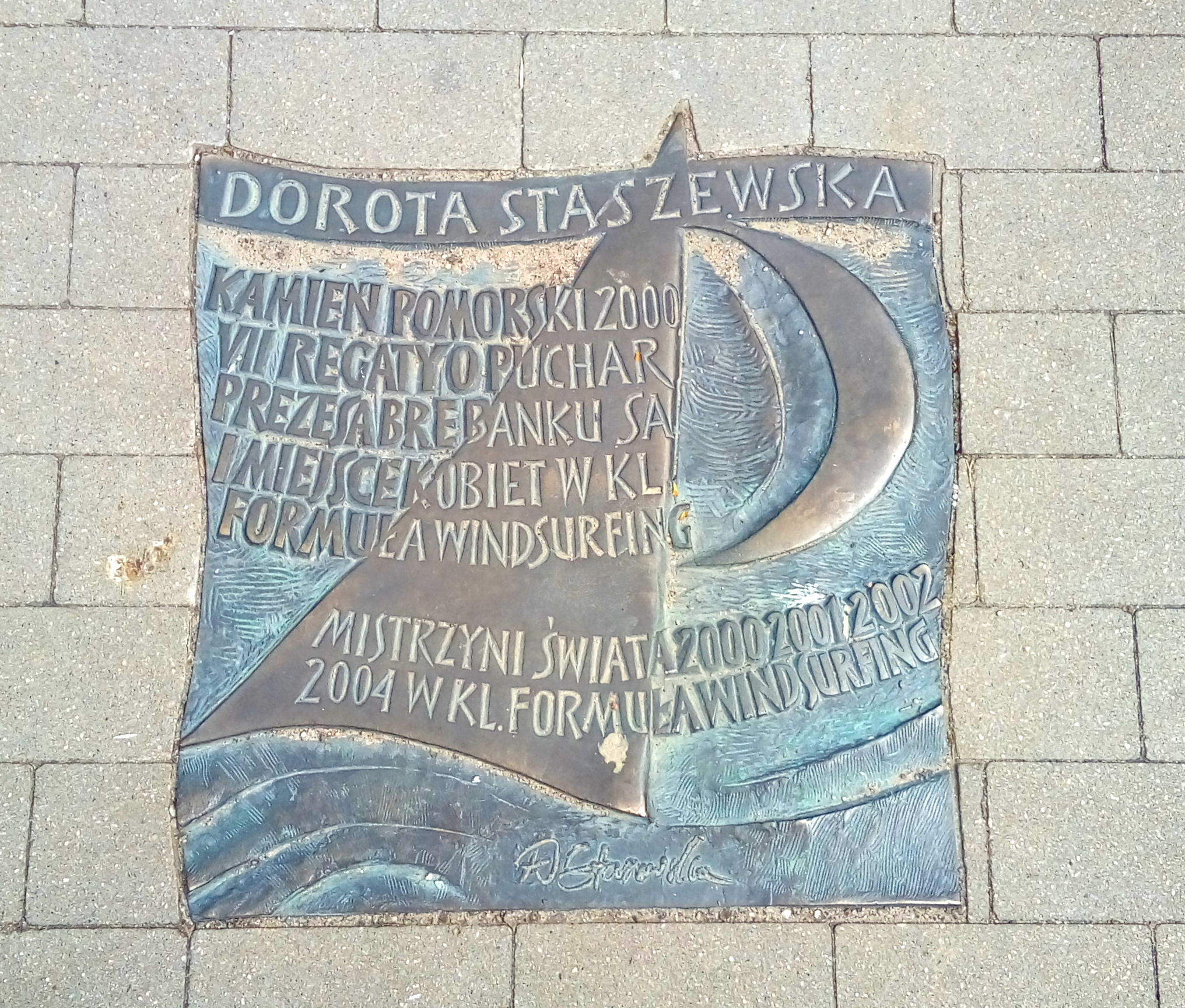
Kamień Pomorski, tablica pamiątkowa na Alei Mistrzów Żeglarstwa

Dorota Agnieszka Staszewska-Kumiszcze (ur. 2 października 1978 w Warszawie) – polska żeglarka deskowa (windsurfing).
Najważniejsze osiągnięcia sportowe
- 11 złotych medali Mistrzostw Świata w windsurfingu (1 w kat. młodzików, 2 w kat. juniorów, 8 w kat. seniorów)
- 6. miejsce na Igrzyskach Olimpijskich w Atlancie w 1996 roku (w wieku 17 lat)
- dwukrotna zdobywczyni Pucharu Świata Zawodowców PWA (Professional Windsurfers Association) w kategorii racing w latach 2002&2003 – jest jak dotąd jedyną polską zawodniczką, która tego dokonała
- w wieku 14 lat zwycięstwo w regatach z cyklu Pucharu Świata ISAF [Międzynarodowa Federacja Żeglarska] „Semaine Olympique Francaise” w Hyères we Francji

W trakcie 16 lat kariery sportowej trenowała i startowała jako członek kadry olimpijskiej (1992-1998) oraz jako sportowiec zawodowy (2001-2005).
Dorota Staszewska jest magistrem stosunków międzynarodowych (Collegium Civitas), posiada dyplom MBA (Szkoła Biznesu Politechniki Warszawskiej/ HEC Paris/ LBS London/ NHH Bergen).
Obecnie zawodowo związana z marketingiem. Jest mężatką, ma syna i córkę.